# Hluk (okres Uherské Hradiště)
Hluk (německy Hulken) je město v okrese Uherské Hradiště ve Zlínském kraji, 10 km jihovýchodně od Uherského Hradiště na potoce Okluky. Žije zde přibližně 4 300 obyvatel.

## Název
Město nese svůj název (už od nejstarších dokladů) podle hlučně tekoucí vody. Jiné výklady původu jména jsou nevěrohodné.

## Historie
První písemná zmínka o obci pochází z roku 1294.

## Pamětihodnosti
- Tvrz Hluk
- Kostel svatého Vavřince postavený v letech 1735–1740
- Boží muka Pod Babíma horama
- Fara
- Kino Hluk (1927–2017)
- Památkové domky v Klebetově
- Přírodní památka Okluky
- Přírodní rezervace Kobylí hlava
- Přírodní památka Pod Husí horou

## Strojírenství
Autopal je továrna na výrobu automobilové osvětlovací a klimatizační techniky, vyráběné v nadnárodní společnosti Hanon systems. Závod v Hluku se specializuje na chladicí a klimatizační techniku.

## Tradice a spolky

### Jízda králů
Město je proslaveno tradiční jízdou králů, která se koná každé tři roky první víkend v červenci. Tato lidová tradice připomíná historickou událost, kdy král Matyáš Korvín po prohrané bitvě u Uherského Brodu prchal skrze Hluk v ženském přestrojení.
V současnosti je tradice udržována stylem, kdy přes město je na opentlených a ozdobených koních vezen malý chlapec v ženském hluckém kroji v doprovodu krojovaných legrutů. Průvod je doplněn o několik stovek krojovaných občanů města, okolních obcí, zahraničních a domácích folklorních souborů.

### Hudba
S jízdou králů je také spojen každoroční festival dechových hudeb (pořádán vždy v sobotu v prvním týdnu v červenci) a folklorní festival (pořádán vždy v neděli). v Hluku také působí řada dalších kapel či cimbálových muzik. Mezi nejznámější patří DH Šarovec a DH Kosenka. Dále pak CM Babica, CM Ženičky, CM Šefranica.

### Soubory a spolky
V Hluku působí široké spektrum souborů, spolků, kroužků a dalších zájmových oblastí. Mezi ně kapely a cimbálové muziky patří také folklorní soubory pracující buďto při Základní škole Hluk nebo pracující za podpory města Hluk. Jmenovitě to jsou: ženský pěvecký sbor Ženičky, Mužský pěvecký sbor, Folklorní soubor Okluky, Folklorní soubor Dolňácko a dále pak dětské folklorní soubory od nejmenších to jsou DFS Košuláčci, DFS Žarůžek, DFS Hluboček. Dětské soubory pracují při ZŠ Hluk.

### Esperanto
V roce 1933 byl v Hluku založen klub esperantistů (součást Svazu československých esperantistů), jehož členové udržovali korespondenční kontakty s mluvčími esperanta v mnoha zemích světa a pozvali do Hluku několik významných cestovatelů, kteří přednášeli v esperantu s tlumočením do češtiny před místním publikem (Henrik Seppik přednášel o Laponsku, Erika Seppiková o Estonsku, Joseph R. Scherer z USA o cestě po Přední Indii, černoch Kola Ajayi o Africe). Každoročně se také konaly večírky s bohatým česko-esperantským programem a v roce 1937 byla sehrána divadelní hra Jízdní hlídka s legionářskou tematikou od Františka Langera v esperantském překladu Kavaleria patrolo.

## Osobnosti
- Antonín Zelnitius (1876–1957), učitel a archeolog
- František Hořínek (1887–1977), učitel, kronikář, napsal knihu Slovácké městečko Hluk
- Jan Konstantin Kessler (1892–1943), československý legionář, plukovník zdravotnické služby (generál zdravotnické služby in memoriam), překladatel, člen Ústředního vedení Obrany národa, popravený nacisty
- Jan Smital (1896–1955), malíř
- František Kožík (1909–1997), spisovatel; ve svém díle Na dolinách svítá popisuje tvrz Hluk, na kterou umístil fiktivní postavu hejtmana Šarovce
- Käthe Odwody (1901–1943), rakouská odbojářka
- Dominik Černý (1903–1973), malíř malující hlucké kroje a Hluk
- František Omelka (1904–1960), prozaik, esperantista, učitel
- Marie Lekešová (* 1935), kuchařka a folkloristka
- Stanislav Vavřínek (* 1972), dirigent[8]

## Galerie

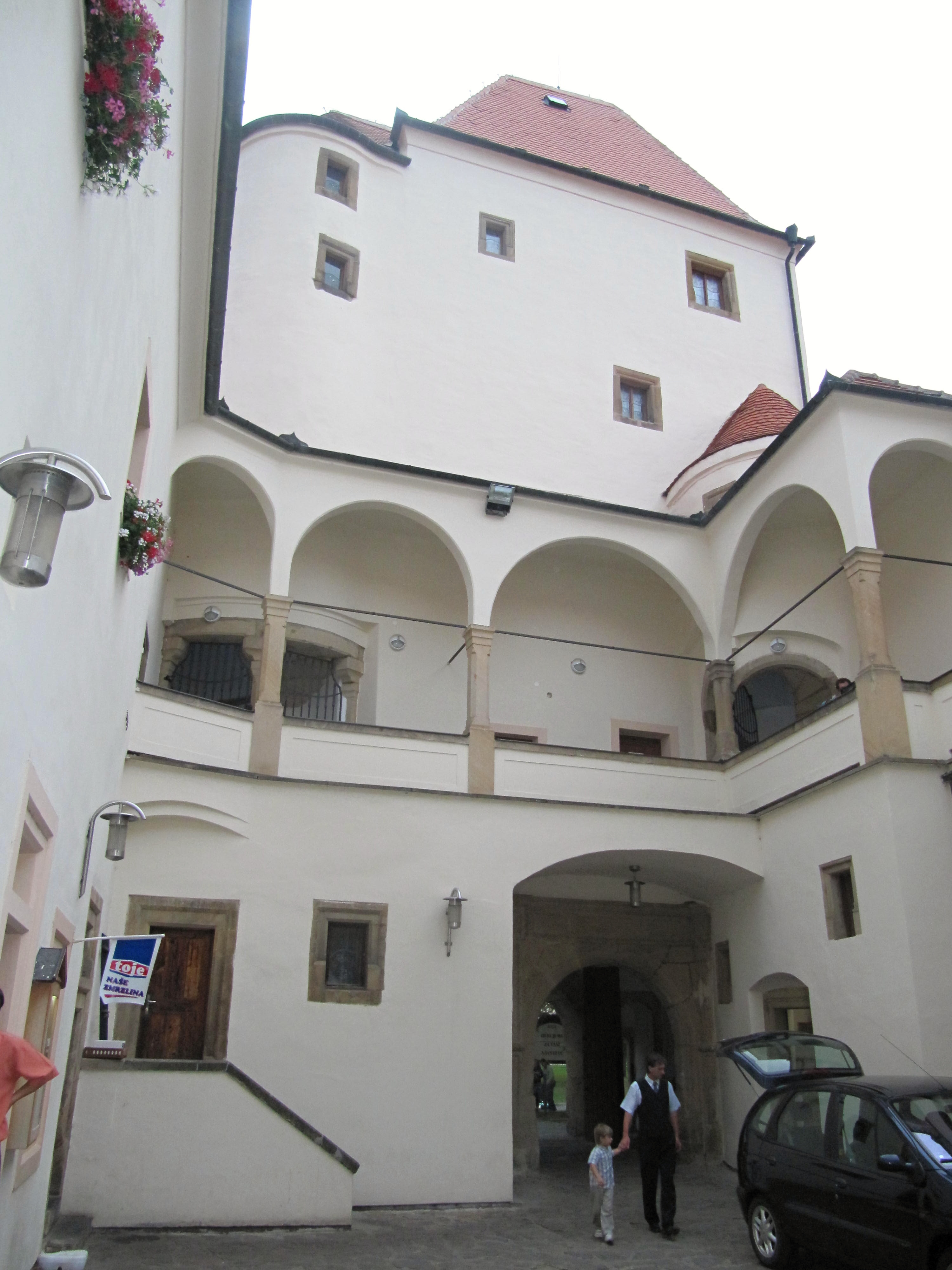
Nádvoří tvrze
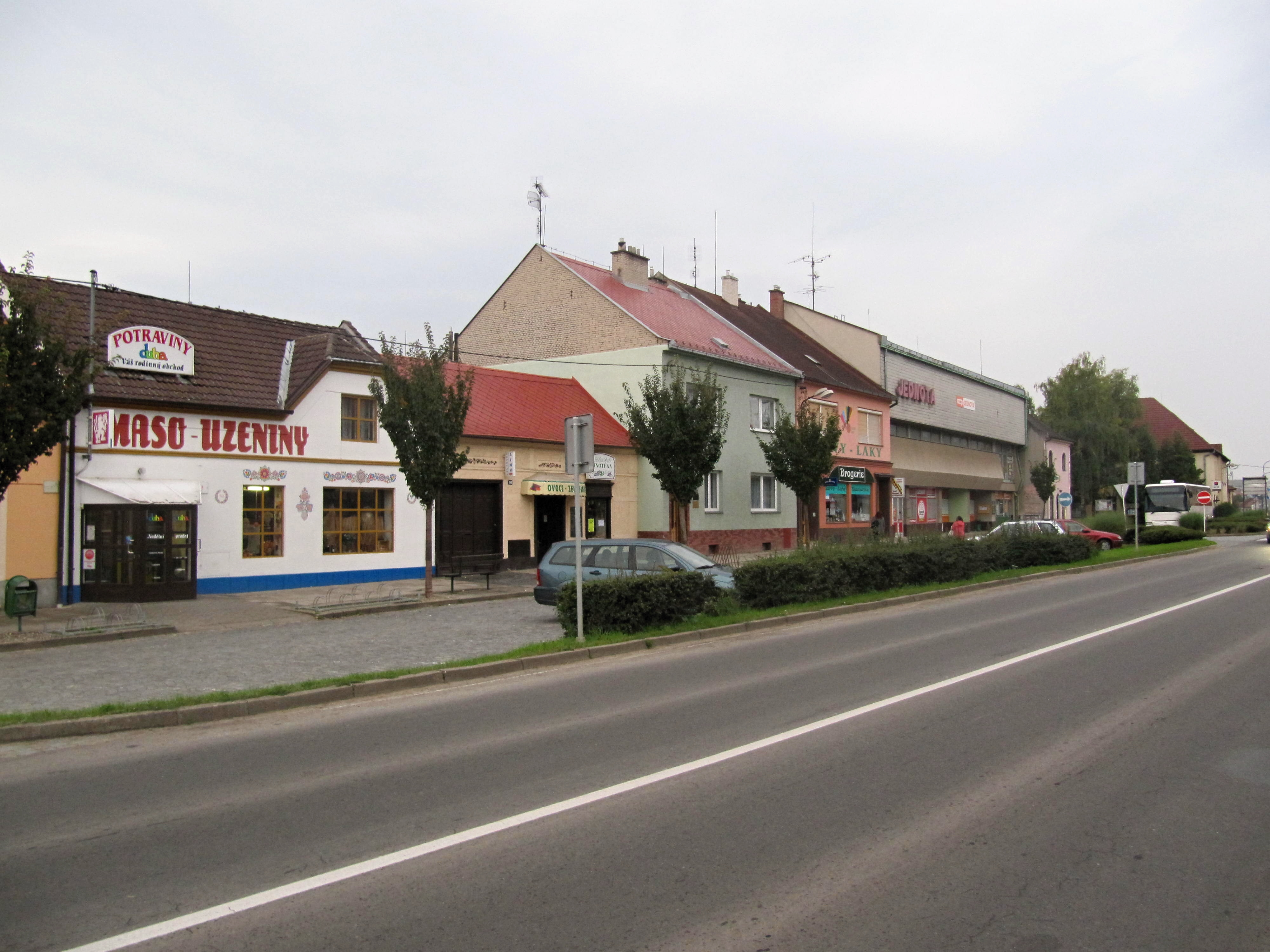
Náměstí Komenského
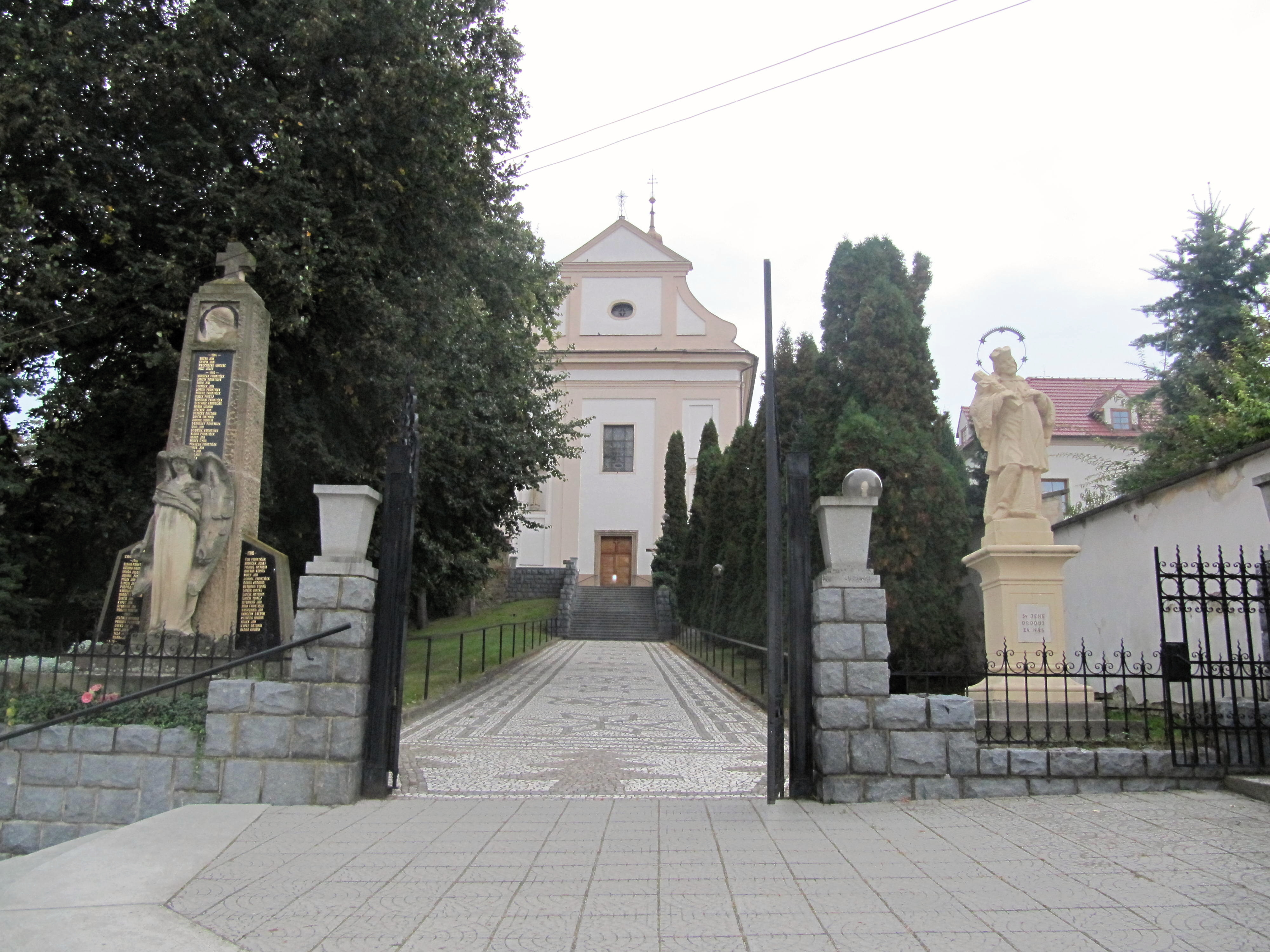
Kostel svatého Vavřince
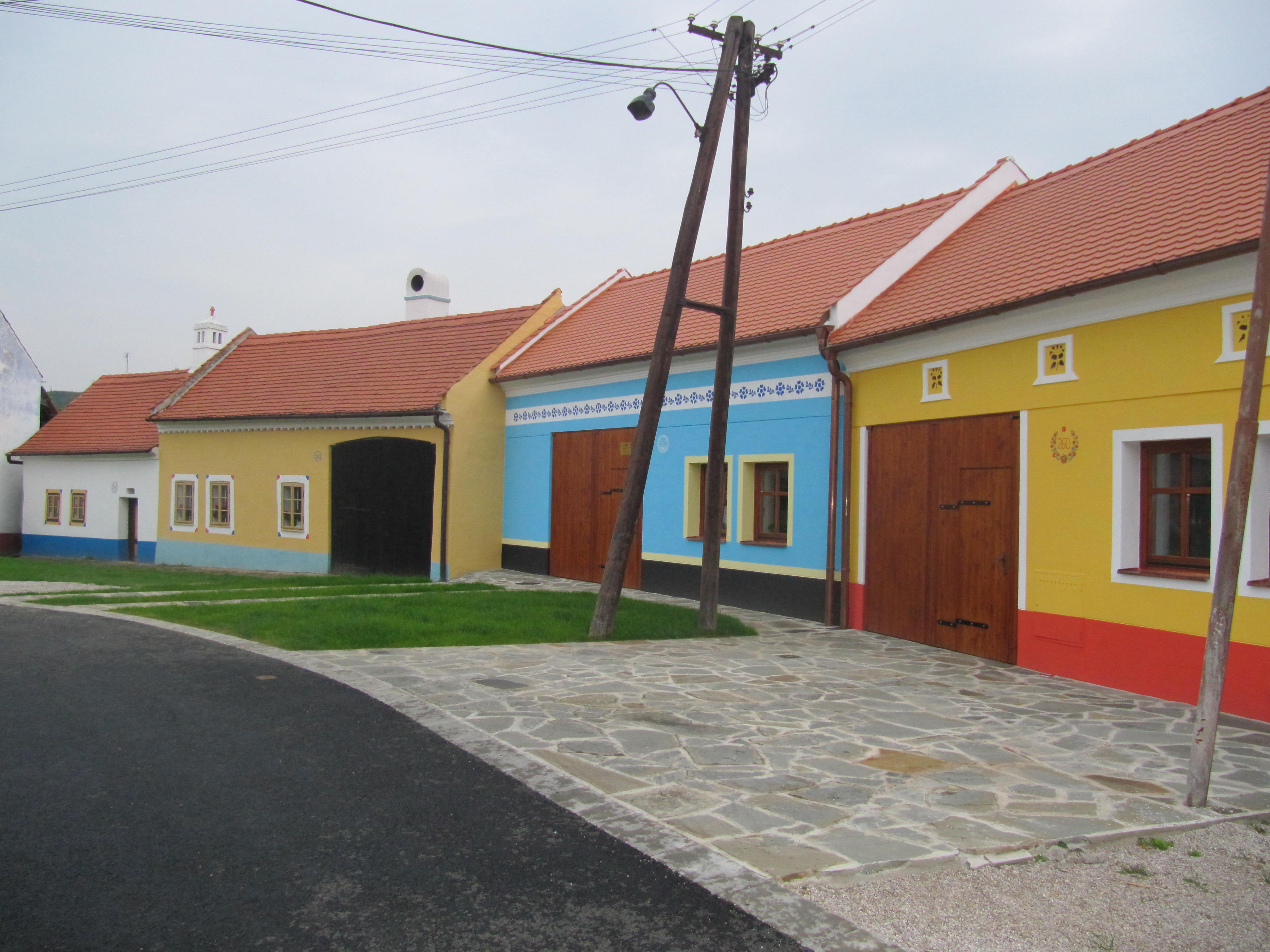
Památkově chráněné domky v ulici Rajčovna
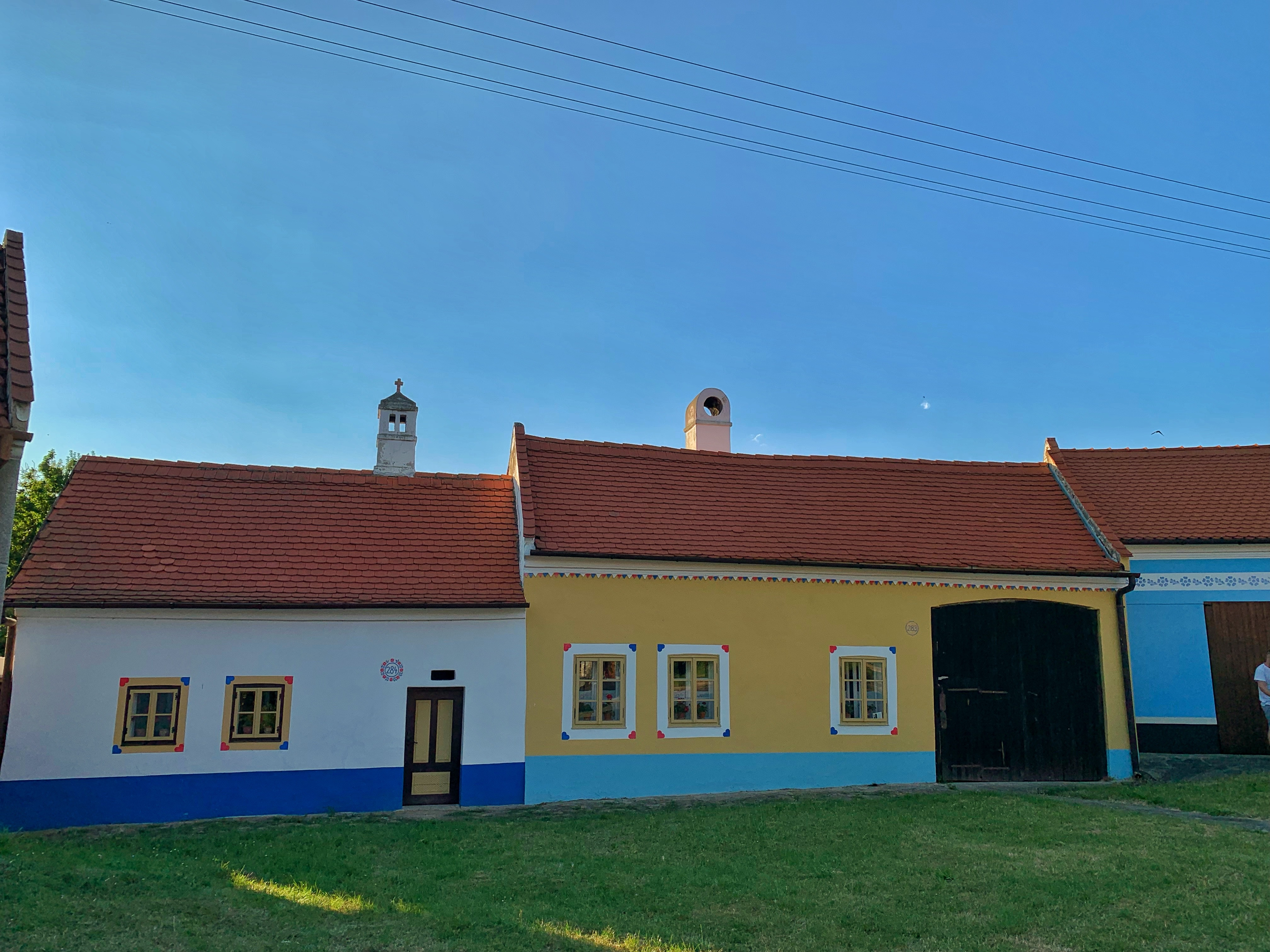
Památkově chráněné domky v Hluku
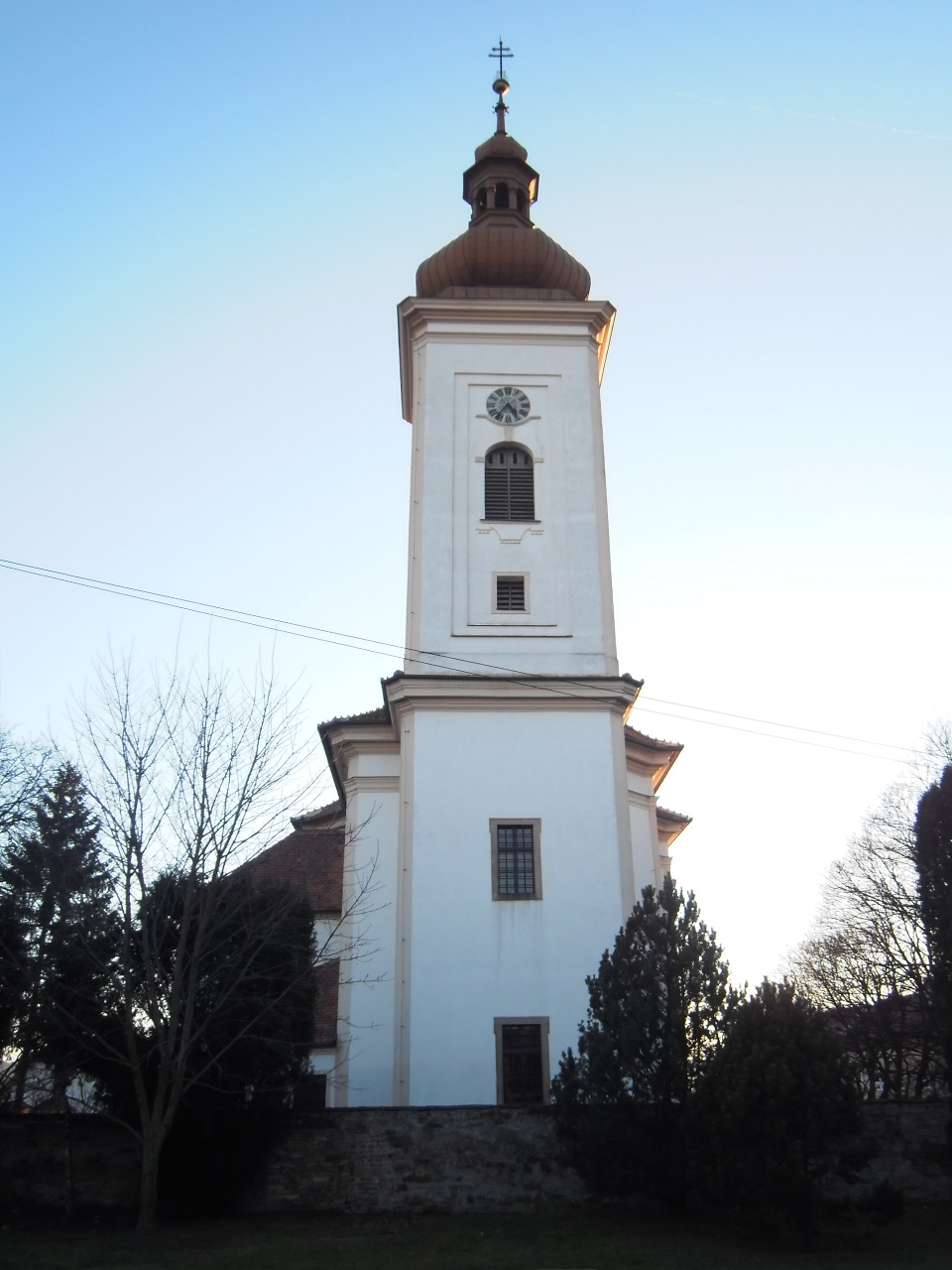
Věž kostela svatého Vavřince
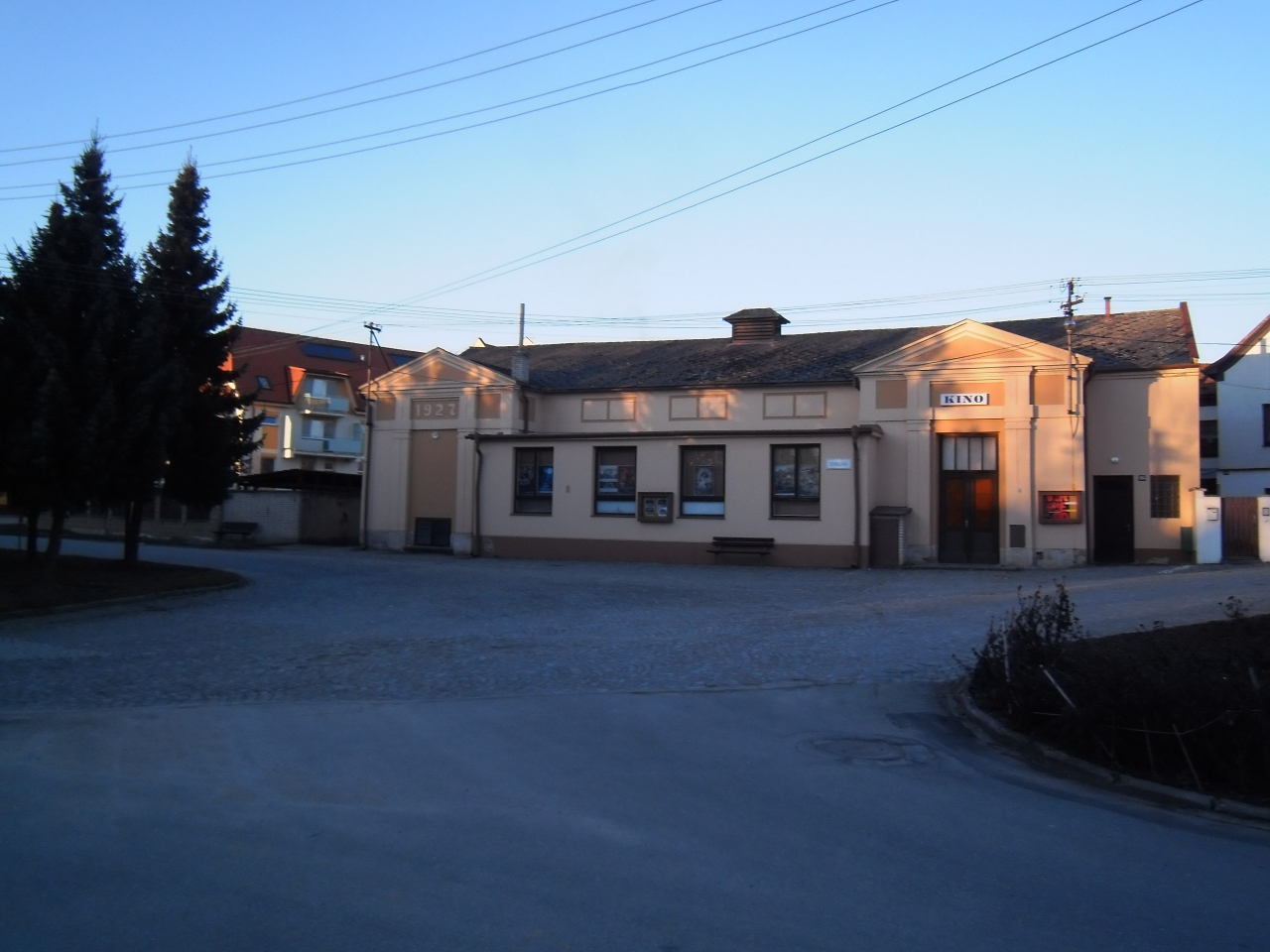
Bývalé hlucké kino (od r. 2017 ZUŠ Hluk)
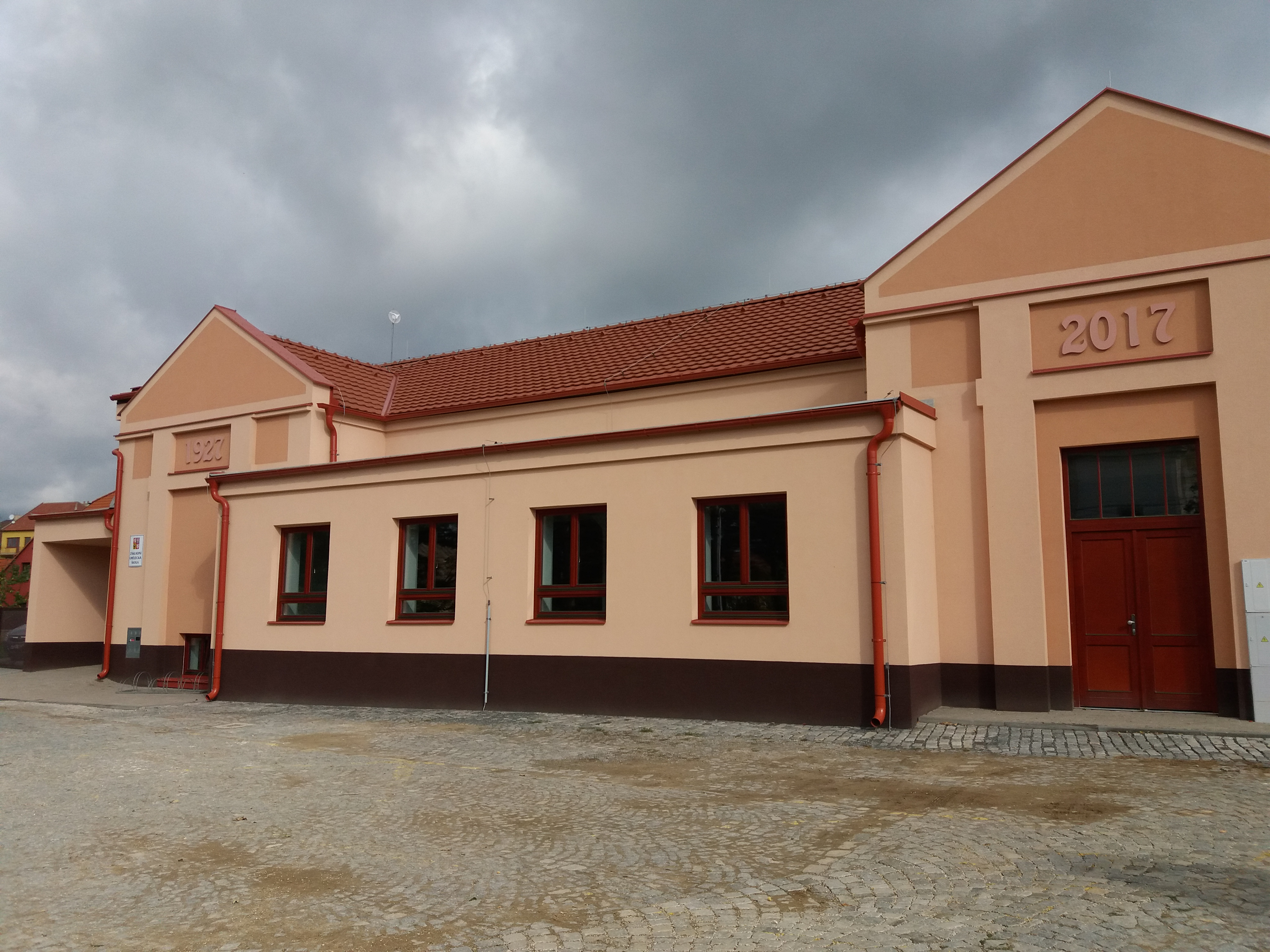
Základní umělecká škola Hluk